# Cymbaline
Cymbaline is een Pink Floyd-nummer van het album More. De tekst gaan over een nachtmerrie. Dit was ook de titel van het nummer toen het voor het eerst werd gespeeld in de The Man and the Journey shows. Het was voor de band niet ongebruikelijk om nieuwe nummers eerst live te spelen, en pas later op album uit te brengen.
Overigens is de albumopname van Cymbaline anders dan die te horen is in de film. Het grootste verschil is dat in de film de zang wordt gedaan door Roger Waters, terwijl op het album gezongen worden door David Gilmour. Daarnaast zijn er ook verschillen in de lyrics zelf.
Pink Floyd heeft het nummer Cymbaline gespeeld van 1969 tot eind 1971. Deze live versies zijn aanzienlijk langer dan de lengte van de studioversie.

## Liveoptredens
Tijdens liveoptredens van het nummer waren de volgende wijzigingen gemaakt ten opzichte van de studio-opname:
- Richard Wright bespeelde bijna altijd een Farfisa-orgel in plaats van de piano.
- David Gilmour speelde een gitaar-solo in plaats van scat.
- In plaats van de 'fadeout' presenteerde de band een selectie van geluidseffecten, zoals voetstappen, krakende deuren en explosies. Dit had tot doel om de nachtmerrie weer te geven. Deze geluiden werden gecreëerd met een Azimuth co-ordinator, waarmee ze in staat waren om de geluiden surround te laten horen. De voetstappen gingen van links naar rechts ed. Hoewel het de bedoeling was om een nachtmerrie in geluid te representeren werkte de effecten juist averechts. Het publiek vond het namelijk erg amusant, in plaats dat ze bang werden.

## Muzikanten
- David Gilmour - Gitaar en zang
- Richard Wright - Piano en orgel
- Nick Mason - Drums, percussie en bongo.
- Roger Waters - Basgitaar